# Vrbický hájek
Vrbický hájek este o arie protejată (arie specială de conservare — SAC, sit de importanță comunitară — SCI) din Republica Cehă întinsă pe o suprafață de 115,39 ha, integral pe uscat.

## Localizare
Centrul sitului Vrbický hájek este situat la coordonatele 48°54′54″N 16°54′53″E / 48.915°N 16.914722°E.

## Înființare
Situl Vrbický hájek a fost declarat sit de importanță comunitară în aprilie 2005 pentru a proteja un număr necunoscut de specii din flora spontană și fauna sălbatică aflate în arealul zonei. Situl a fost protejat și ca arie specială de conservare în august 2016.

## Biodiversitate
Situată în ecoregiunea panonică, aria protejată conține 1 habitat natural: Păduri panonice cu Quercus petraea și Carpinus betulus.
La baza desemnării sitului se află un număr nedeclarat de specii protejate.